# Picramniales
Picramniales is een botanische naam, voor een orde van tweezaadlobbige planten. Een orde onder deze naam wordt zelden erkend door systemen van plantentaxonomie, maar wel door de APWebsite [24 juli 2009]. Ook APG III (2009) erkent zo'n orde.
Indien erkend, gaat het om een orde van slechts één familie (Picramniaceae).